# Eochorica troughti
Eochorica troughti är en fjärilsart som beskrevs av Hans Georg Amsel 1955. Eochorica troughti ingår i släktet Eochorica och familjen säckspinnare. Inga underarter finns listade i Catalogue of Life.